# Київські солісти

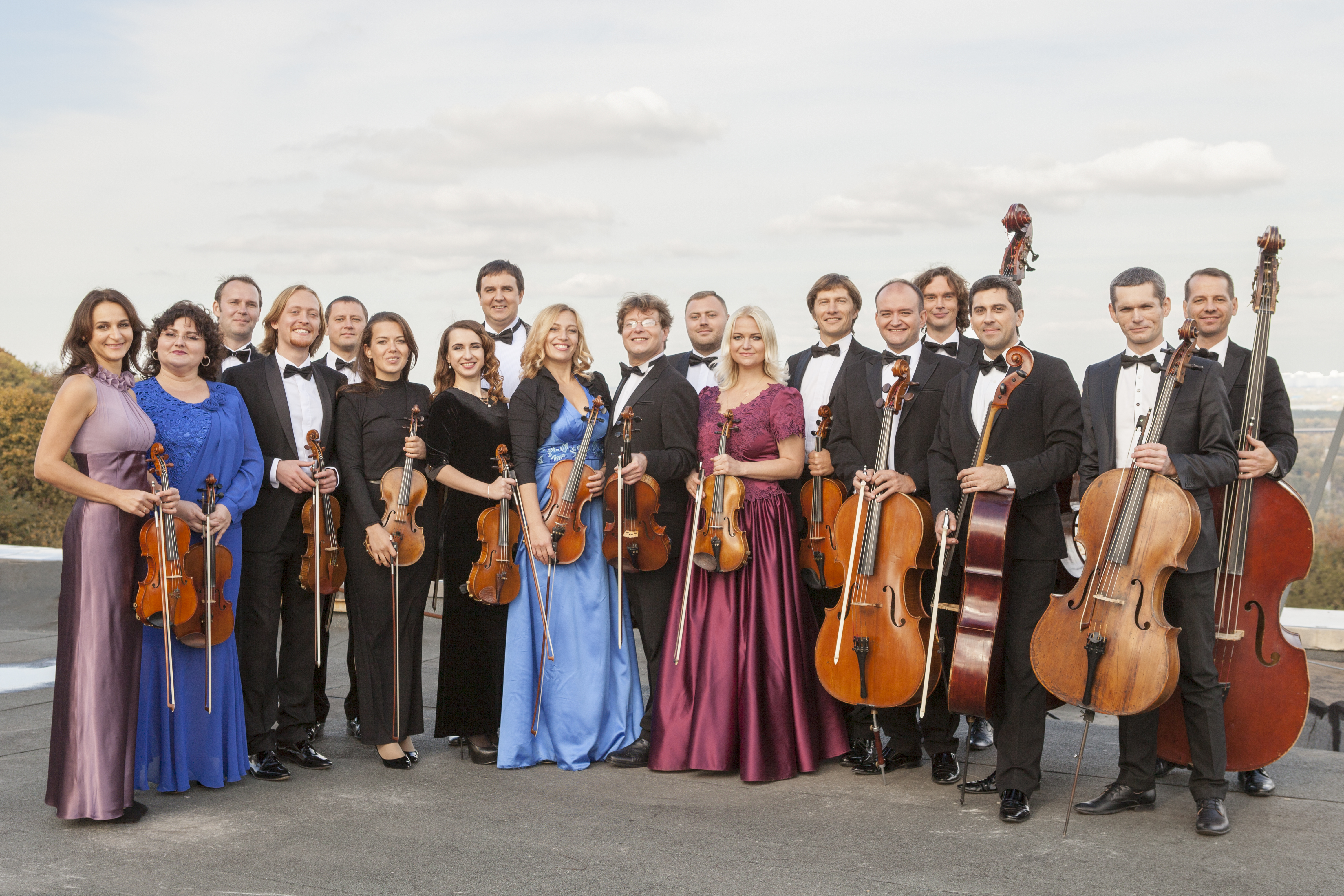
«Київські солісти»

Національний камерний ансамбль «Київські солісти» — музичний колектив, створений в Києві 26 червня 1995 року. З 2010 року має статус Національного камерного ансамблю.
Юридично підпорядкований Державному управлінню справами.

## Етапи історії
Фундатор і художній керівник ансамблю до 2009 року — народний артист України, професор Богодар Которович. Співзасновник і солістка у 1996—2016 роках Євгенія Басалаєва. Колектив об'єднав талановитих молодих музикантів України (середній вік артистів — 35 років), більшість з них — лауреати національних та міжнародних конкурсів і представляють школу Б.Которовича.
Після смерті Б.А.Которовича директором і до 2015 року художнім керівником ансамблю була Наталія Дущенко. В цей період посаду головного диригента обіймали:
- з 2009-го до січня 2011 року посаду головного диригента обіймав заслужений діяч мистецтв України Дмитро Логвин (з 2018 — народний артист України)[5].
- У 2011—2013 роках — народний артист України, професор Володимир Сіренко.

З 2011 року Ансамбль підпорядкований Державному управлінню Справами.
У 2015 році художнім керівником-директором ансамблю був Олексій Ясько.
З 2017 року художнім керівником-директором є Анатолій Васильківський  (з 2023 - директор).

### Концертна діяльність
Колектив успішно гастролював у багатьох країнах світу, зокрема в таких залах як, Люксембурзький палац та «ЮНЕСКО» в Парижі, Коміше Опер в Берліні, Велика Національна філармонія у Варшаві, «Flagey» у Бельгії, РадіоКультурхауз у Відні, «Еспланада» в Сингапурі, Всесвітня виставка «Експо-2005» в Японії. Ансамбль — запрошений учасник міжнародних фестивалів імені Д.Ойстраха (Пярну, Естонія), сучасної музики «Варшавська осінь» (Варшава, Польща), сучасної музики у Кракові (Польща), класичної музики у Рурі (Німеччина), Міжнародний фестиваль симфонічної музики в Алжирі та «Музичні прем'єри сезону», «Київ Музик Фест», «ГогольФест», «Chamber Art Music» в Україні.
Лауреат і володар Гран-Прі Міжнародного конкурсу оркестрів (Відень, Австрія, 2001), переможець міжнародного конкурсу в Берліні, гастролював у Німеччині, Польщі, Японії, Бельгії, Південній Кореї.
У репертуарі ансамблю — класика й нова музика: твори Є.Станковича, В.Сильвестрова, М.Скорика, К.Пендерецького, Тору Такеміцу, М.Шалигіна, С.Луньова.
Виступали під орудою Б.Которовича, В. Сіренка (Україна), С.Сондецкіса (Латвія), Йонг Чіл Ліі (Республіка Корея), К.Карабиця (Україна — Велика Британия), Л. Віссер (Данія), І. Лонгато (Італія — Швейцарія), Р. Янссена (Нідерланди), Д.Яблонського (Ізраїль-США), Е.Пехка (Естонія), Сунг-Йонг Чьонга (Республіка Корея), О. Линів (Україна — Німеччина) М.Рисанова (Україна-Велика Британія); із солістами Ш.Мінцем (скрипка, Швейцария), Д. Мацуока (фортепіано, Японія), Г. Хофманом (віолончель, США), Ю. Мілкісом (кларнет, США), О. Яблонською (фортепіано, США), В.Соколовим (скрипка, Україна — Німеччина), Жераром Коссе (альт, Франція), М.Сенявським (Німеччина), Н.Борисоглєбським (скрипка, Росія-Бельгія), Дж. Тавадросом (уд, Австралія-Велика Британія), А.Сіірала (фортепіано, Фінляндія-Німеччина), Х.Тіччіаті (скрипка, Велика Британія-Швеція), О.Крисою (США), М.Рисановим (альт), гуртом «Океан Ельзи» (Україна), джазовою співачкою Н.Катамадзе (Грузія), засновником гурту «Deep Purple» Дж. Лордом (Велика Британія).
За активну творчу діяльність у репрезентації української виконавської культури у світі ансамбль «Київські солісти» отримав статус «Посол української культури» Міністерства закордонних справ України.
Із закордонних виступів:
- 2013, січень — Участь в інавгурації України в ОБСЄ (Відень, Люксембурзький палац)
- 2014, серпень — Концерт у Центрі де Конгрес Ле Реджент у м. Кранс-Монтана (Швейцарія)
- 2017, листопад — Концерт у Варшавській філармонії (Польща)
- 2018, січень — Концерт у Міланській консерваторії ім. Дж. Верді (Італія)

- 2019, березень - тур містами Італії
- 2022, лютий - тур "крізь війну" містами ІталіЇ, Німеччини, Швейцарії, Швеції, Норвегії, Чехії, Литви, Латвії, Естонії, Ісландії.